# Comamonas denitrificans
Comamonas denitrificans es una especie de bacteria gramnegativa del género Comamonas. Fue descrita en el año 2001. Su etimología hace referencia a desnitrificación. Es aerobia y móvil por flagelo polar. Tiene un tamaño de 1-2 μm de ancho por 2-6 μm de largo. Forma colonias amarillas-blancas y algunas cepas producen un pigmento marrón. Catalasa y oxidasa positivas. Temperatura de crecimiento entre 20-37 °C. Se ha aislado de lodos activados en Suecia. 